# Atlantis (Freddy-Quinn-Lied)
Atlantis ist ein deutschsprachiger Schlager von Wolfgang Rödelberger und Georg Buschor, der 1971 vom österreichischen Sänger Freddy Quinn veröffentlicht wurde.

## Liedtext
Freddy Quinn besingt das mythische Inselreich Atlantis, das „irgendwo, irgendwo tief im Meer“ liegen würde. Nur die Wellen würden „das große Geheimnis“ kennen. Dort wäre die Stadt, „hoch gebaut aus weißem Marmorstein“ und über den „Tempeln im ewigen Schnee, der große Vulkan“ gelegen haben. „Die Stadt am Meer kannte kein Maß, kein Ziel.“ „Donner und Blitz, ein Schlag, löschten den Lichterkranz.“ „All die stolzen Paläste, die blühenden Gärten, verschlang der Vulkan, in einer Nacht.“

## Schallplattenhülle
Der Hintergrund der Schallplattenhülle ist rot gefärbt, davor ist Freddy Quinn zu sehen, der ein oranges Hemd und ein schwarzes Sakko trägt. Links oben ist in gelber Schrift „Freddy“ zu lesen, darunter in cremefarbener Schrift „Liebe ist mehr als ein Wort“ und wieder darunter in gelber Schrift „Atlantis“.

## Veröffentlichung
1972 wurde das Lied auf der B-Seite von Liebe ist mehr als ein Wort im Musiklabel Polydor (Nummer: 2041 343) veröffentlicht. Die Veröffentlichung geschah durch Rhythmus (Seite A), den Schneider Musikverlag (Seite B) sowie Radio Music International. Der Acetatlackschnitt und die Pressung stammten von der Deutschen Grammophon Gesellschaft Pressing Plant. Die Veröffentlichung geschah unter der Rechtegesellschaft Gesellschaft für musikalische Aufführungs- und mechanische Vervielfältigungsrechte. Die Veröffentlichung in Österreich geschah unter der Rechtegesellschaft Austro Mechana.
Auf Quinns 29. Studioalbum, das unter dem Namen Heute 2 1973 im Musiklabel Polydor (Nummer: 2371 351) erschien, war Atlantis als erster Titel der B-Seite vorhanden. Das phonographische Copyright lag bei der Polydor International GmbH und der Druck geschah durch die Gerhard Kaiser GmbH. Die Rechtegesellschaft war die Gesellschaft für musikalische Aufführungs- und mechanische Vervielfältigungsrechte. Das Orchester wurde vom Komponist dieses Liedes, Wolfgang Rödelberger, geleitet. Produzent war Gerhard Mendelson.
Auf dem Freddy Quinns Kompilationsalbum Die Insel Niemandsland, das im Juni 1975 erschien, war Atlantis auf Seite B vorhanden. Dieses Album erschien unter der Nummer 2413 502 im Musiklabel Polydor. Das phonographische Copyright lag bei der Polydor International GmbH und der Druck geschah durch die Gerhard Kaiser GmbH. Die Rechtegesellschaft war die Gesellschaft für musikalische Aufführungs- und mechanische Vervielfältigungsrechte. Im selben Jahr erschien es unter der Polydor-Nummer 3198 302 auf Kompaktkassette. Ein weiteres Kompilationsalbum, das Atlantis beinhaltete, war Mein Star, das 1979 als Dreifachalbum auf Schallplatte erschien. Auch dieses erschien im Label Polydor (Nummer: 38 086 5). Der Durch geschah durch die Mohndruck Reinhard Mohn GmbH.
1999 erschien das Lied auf dem Dreifachalbum Mein ganzes Leben ist Musik, das auf Compact Disc im Musiklabel Polydor (Nummer: 559 118-2) erschien. Im selben Jahr erschien im Musiklabel Bear Family Records unter der Nummer BCD 16391 AH das Album Heute 1&2 auf Compact Disc. 2001 erschien das Lied noch auf der Kompilation Wie wir ihn lieben – Folge 1, das aus vier Compact Discs bestand und von Shop24Direct (Nummer: 109 316-2) veröffentlicht wurde. Im Rahmen der Albenserie Die großen Erfolge erschien das Freddy-Quinn-Kompilationsalbum Die großen Erfolge unter der Polydor-Nummer 2371 377 auf Schallplatte und unter der Polydor-Nummer 3150 344 auf Kompaktkassette. Bei beiden Versionen lag das phonographische Copyright bei der Polydor International GmbH.

## Coverversionen
- Wolf Berger Party Band (1973, Instrumental). Atlantis war auf der B-Seite von Flying Through the Air (im Original von Oliver Onions[13]). Diese Single erschien unter dem Label Telefunken (Nummer: TST 77 935) im Rahmen der Serie Eilige Sonderinformation, wobei die Herstellung durch die TELDEC »Telefunken-Decca« Schallplatten GmbH erfolgte und die Rechtegesellschaft die Gesellschaft für musikalische Aufführungs- und mechanische Vervielfältigungsrechte war.[14]
- Wolf Berger Partyband (1973, Instrumental). Medley unter dem Titel Eres Tu / Atlantis. Ebenfalls im Musiklabel Telefunken (Nummern: SLE 14726-P – SLE 14 726-P – SLE 14 726 P) erschien das Album Sweet And Happy 2 (28 Hits For Dancing), das mehrere Medleys beinhaltete. Auf der B-Seite war Eres Tu / Atlantis das vierte Stück. Auch hier erfolgte die Herstellung durch die TELDEC »Telefunken-Decca« Schallplatten GmbH. Der Acetatlackschnitt wurde vom Teldec-Studio, Hamburg und die Pressung von der Teldec-Press GmbH durchgeführt. Wie bei Quinns Album war auch hier Gerhard Mendelson der Produzent.[15]